# Antes muerta que Lichita
Antes muerta que Lichita – meksykańska telenowela z 2015 roku, wyprodukowana przez Rosy Ocampo dla grupy medialnej Televisa.

## Obsada
| Aktor                 | Charakter                                  |
| --------------------- | ------------------------------------------ |
| Maite Perroni         | Alicia Gutiérrez López                     |
| Arath de la Torre     | Roberto Duarte                             |
| Ingrid Martz          | Luciana de Toledo y Mondragón              |
| Eddy Vilard           | Alejandro de Toledo y Mondragón Casablanca |
| Chantal Andere        | Sandra Madariaga                           |
| Eduardo Santamarina   | Augusto de Toledo y Mondragón              |
| Sherlyn               | Magos Gutiérrez López                      |
| Wendy González        | Brisa Pacheco                              |
| Sylvia Pasquel        | Elsa López de Gutiérrez                    |
| Manuel "Flaco" Ibáñez | Ignacio "Nacho" Gutiérrez                  |
| Gaby Platas           | Beatriz Casablanca de Toledo y Mondragón   |

### Wystąpienia gościnne
- Mark Tacher[12] jako mężczyzna potrącony przez Don Nacho
- Gabriel Soto[13] jako Santiago de la Vega
- Dominika Paleta[14] jako Sheila Uribe Lazcano de Duarte
- Ricardo Baranda[15] jako Viriato

### Aktorzy występujący w Gumaradas
Wszyscy aktorzy wystąpili w Gumaradas jako oni sami.
- Paty Navidad[16][17]
- Daniel Arenas[18]
- Adriana Louvier[19]
- Mayrín Villanueva[20]
- Erika Buenfil[21]
- Leticia Perdigón[22]
- Kika Edgar[23]
- Tiaré Scanda[24]
- Agustín Arana[25]
- Bárbara Torres[26]

## Opis
Alicia od kilku lat pracuje w Iconice. Ciągłe wyśmiewanie i kompromitacje, jakie spotkają ją w firmie sprawiają, że dziewczyna postanawia się zmienić i zemścić. Okazuje się, że nie jest to wcale takie proste.

## Ścieżka dźwiękowa
- Si Alguna Vez Thalía
- Tú mi salvación Miguel Bosé
- Ahi Estare Ari Garay
- No Ari Garay
- Y por ti EB Salsa